# Google News Archive
Google News Archive est une extension de Google Actualités qui offre un accès gratuit aux archives numérisées des journaux et des liens vers d'autres archives de journaux sur le Web, à la fois gratuit et payant. Certaines archives remontent aux années 1700. Il est possible d'y effectuer des recherches par année.

## Historique
Les archives ont été mises en ligne le 6 juin 2006, après l'acquisition par Google de PaperofRecord.com, initialement créé par Robert J. Huggins (en) et son équipe chez Cold North Wind, Inc. L'acquisition n'a été annoncée publiquement par Cold North Wind qu'en 2008.
Alors que le service fournissait initialement un index simple d'autres pages Web, le 8 septembre 2008, Google Actualités a commencé à proposer du contenu indexé à partir de journaux numérisés. La profondeur de la couverture chronologique varie. Depuis 2008, tout le contenu du New York Times à sa fondation en 1851 était disponible.
En 2011, Google a annoncé qu'il n'allait plus ajouter de contenu au projet d'archivage. Le 14 août 2011, sans préavis, Google a rendu la page d'accueil des archives des actualités indisponible. Apparemment, le service a fusionné avec Google Actualités. Carly Carlioi, une éditrice du Boston Phoenix, a spéculé que Google a abandonné le projet parce qu'ils l'ont trouvé plus difficile que prévu, les journaux étant plus difficiles à indexer que les livres en raison des complexités de mise en page. Une autre cause pourrait être que le projet a attiré un public moins nombreux que prévu.
Alors que les journaux archivés sont toujours disponibles pour la navigation, la recherche par mot clé n'est pas entièrement fonctionnelle. Le 16 décembre 2013, l'employé de Google Actualités, Stacie Chan (en), a écrit dans les forums de produits Google que Google Actualités "[...] effectue une restructuration nécessaire sur notre fonction de recherche News Archive et que l'accès aux articles archivés serait limité pendant plusieurs mois. Le nouveau système étant en cours d'élaboration". L'information a été réaffirmée le 22 mai et le 30 juillet 2014, lorsque Chan a écrit que Google "[...] travaille toujours sur les archives pour fournir une meilleure expérience utilisateur",, et de nouveau le 18 décembre 2014, lorsqu'elle a écrit que Google "[...] travaille actuellement à créer une meilleure expérience sur les Archives du journal qui devrait être disponible dans un proche avenir." 
Certains documents précédemment inclus dans les archives des actualités ont été supprimés en raison de problèmes de droits d'auteur. Par exemple, les archives du Milwaukee Journal Sentinel ont disparu le 16 août 2016 en raison d'un contrat entre le propriétaire du journal, l'entreprise Gannett, et NewsBank (en). 